# Anacleora diffusa
Anacleora diffusa là một loài bướm đêm trong họ Geometridae.